# Certificat energetic

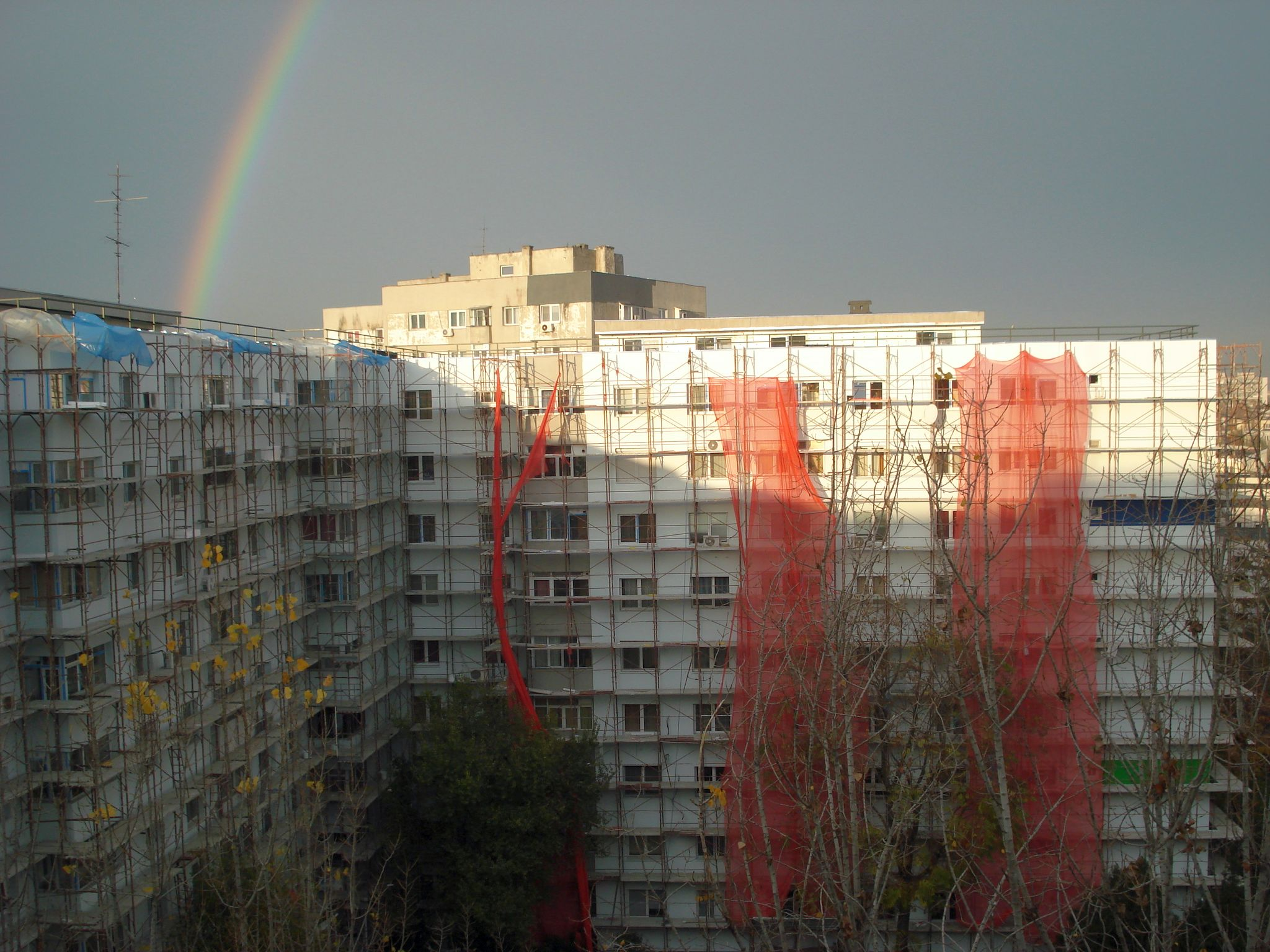

Certificatul energetic  (Certificatul de performanță energetică) pentru un apartament sau clădire se prezintă drept un document scris care certifică performanța energetică a locuinței, detaliindu-se principalele caracteristici termice și energetice ale construcției și instalațiilor aferente acesteia, rezultate din analiza termică și energetică.  
Certificatul energetic poate fi completat cu un audit energetic ce identifica soluții de reabilitare termică, de creștere a eficienței energetice și implicit de reducere a facturilor la utilități, ambele fiind realizate de auditori energetici autorizați. 
Practic, certificatul energetic doar calculează performanța energetică a clădirii în funcție de sistemele consumatoare de energie, precum încălzire, apă caldă menajeră, iluminat, climatizare, ventilație, pe când auditul energetic presupune prezentarea de soluții de reducere al acestor consumatori energetici prin intermediul unor intervenții fizice asupra clădirii.

## Clasele de consum energetic ale imobilelor
Imobilele pot fi clasificate în clase energetice de tip A cu 125 de kWh/m2 /an, până la clase energetice de tip G cu consum de peste 820 kWh/m2 /an, ținându-se cont de materialele de construcții ale clădirii, de suprafețele de transfer termic, de orientarea clădirii în raport cu vecinătatea, dar și de instalațiile aferente. 
În clasele energetice B și C se încadrează imobilele care nu sunt în blocuri reabilitate, dar care dispun de un sistem de încălzire centralizat sau de o centrală termică de apartament sau de bloc. Dacă sistemul de încălzire se bazează pe sobe, clasa energetică a respectivului imobil este D, E sau G. 

## Juridic
Legea nr. 372/2005 publicată în Monitorul Oficial nr. 283/2013 prevede obligativitatea eliberării investitorului, proprietarului sau administratorului clădirii un certificat energetic ce atestă întocmai eficiența energetică a clădirii respective. Legea a fost elaborată cu scopul alinierii la cerințele Uniunii Europene și a intrat în vigoare în 2007.
Din 2013 prin legea nr. 159, publicată în Monitorul Oficial nr. 283, completată prin Ordonața Guvernului nr. 13 din 2016 publicată în Monitorul Oficial nr. 68, certificatul energetic devine obligatoriu indiferent de tipul tranzacției imobiliare personal sau comercial. Singurele care sunt excluse obligativității acestui act sunt clădirile și monumentele protajate, lăcașurile de cult, clădirile rezidențiale care sunt utilizate mai puțin de 4 luni pe an, construcțiile cu o suprafață mai mică de 50 m2. 
În anul 2020 a apărut Legea nr. 101/2020, publicată în Monitorul Oficial nr. 579 din 1 iulie 2020 pentru modificarea și completarea Legii nr. 372/2005 privind performanța energetică a clădirilor. .